# Tractat de Stolbovo

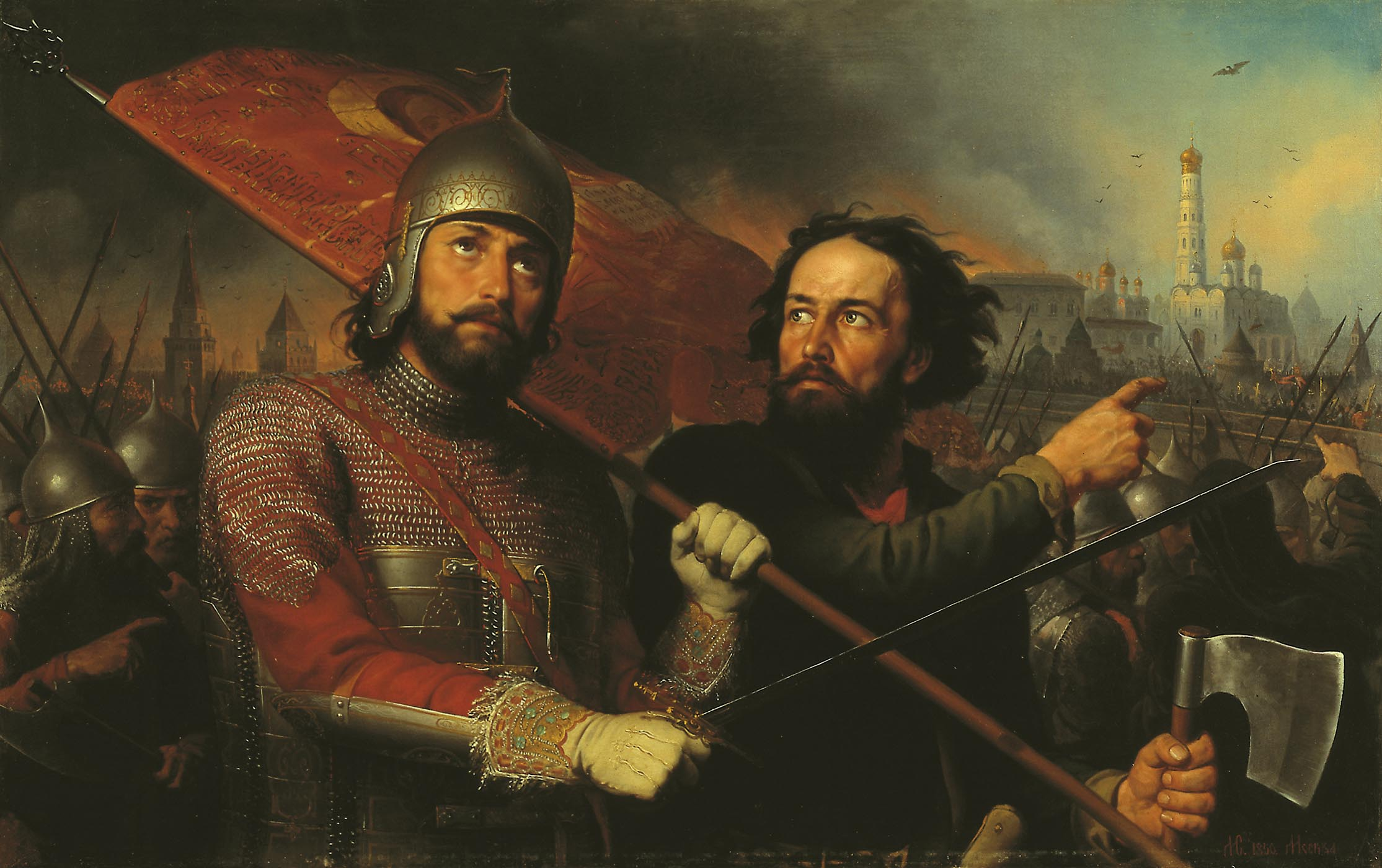
El príncep Dmitri Pojarski, a l'esquerra del quadre.

El Tractat de Stolbovo fou l'acord de pau firmat el 1617 pel Tsarat Rus i Suècia, en virtut del qual finalitzava a la Guerra d'Íngria, que enfrontava a ambdues nacions des de feia set anys. L'acord es consolidà el 27 de febrer del mateix any, quan els representants dels dos països es reuniren, a l'actualment desapareguda ciutat de Stolbovo, al sud del llac Làdoga, després de diversos mesos de complexes operacions diplomàtiques amb l'objectiu de concloure les hostilitats.
Durant el procés negociador va destacar la intervenció del príncep Dmitri Pojarski, així com del comerciant i diplomàtic anglès John Mericke. Això no obstant, i tot i les diferents vicissituds sorgides, el tractat fou firmat i ratificat per ambdues parts, quedant com a mostra d'aquest fet les declaracions de Gustau II Adolf de Suècia, que veié en l'acord un «gran triomf». Les pretensions russes d'adquirir territoris a la zona bàltica s'anaren diluint progressivament, i les mostres de cordialitat entre Suècia i Rússia es succeïren en el temps (exemple d'això fou el manteniment d'un ambaixador permanent suec a Moscou, per primer cop en la història).

En el tractat de pau s'acordaren els següents termes:

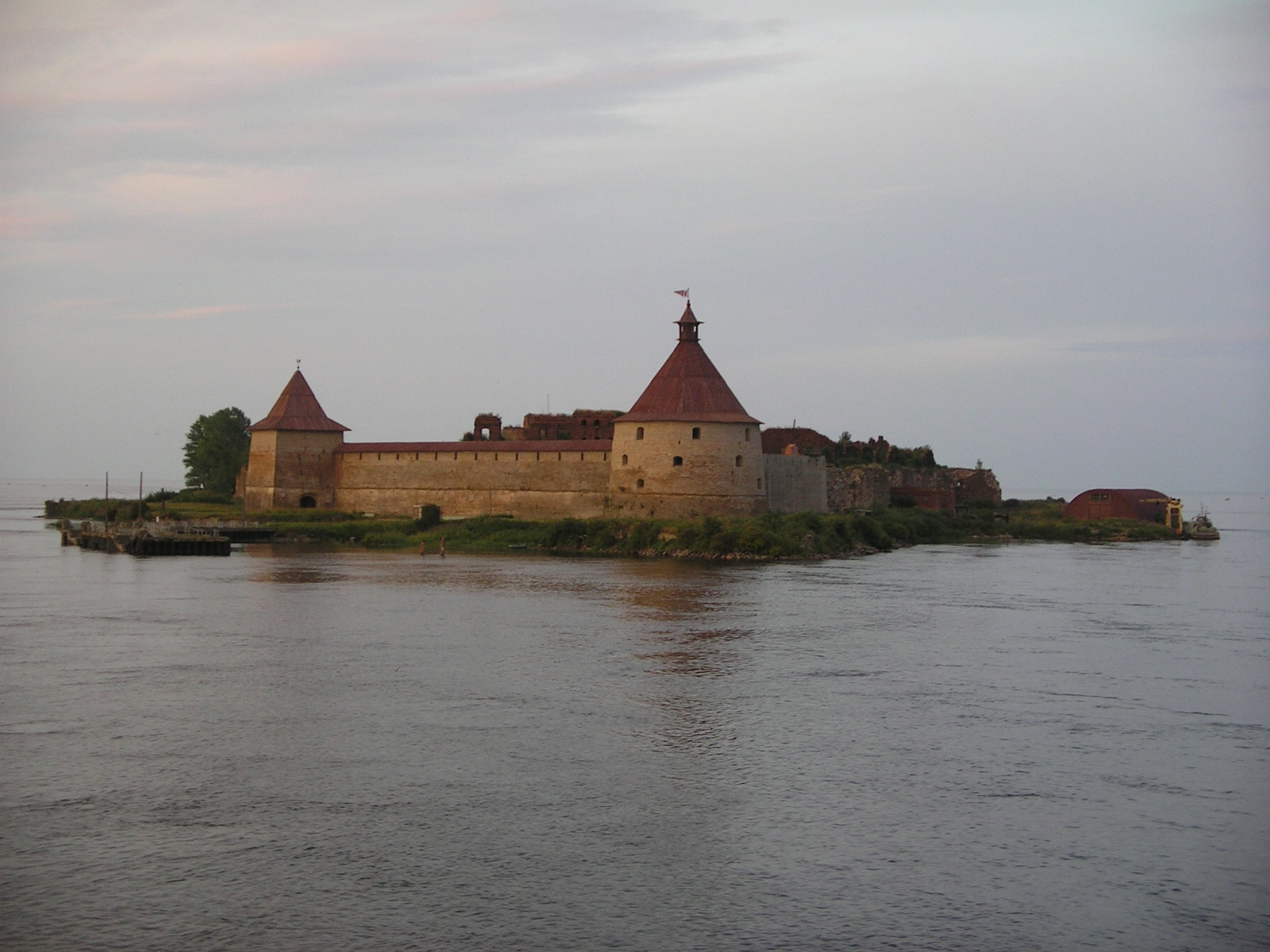
Fortalesa d'Oreshek

- Suècia obtenia la província i la fortalesa de Kexholm (Käkisalmi, actual Priozersk a Rússia)), el sud-oest de Carèlia i la província d'Íngria; incloent la fortalesa de Nöteborg, coneguda com "la clau de Finlàndia" (Pähkinälinna, avui Shlisselburg, Rússia)
- Els membres de les classes altes d'aquests territoris tenien permís per exiliar-se abans de 14 dies, si així ho desitjaven, un dret que no fou garantit per la gent del poble.
- Rússia renuncia a totes les reclamacions sobre Estònia i Livònia
- Rússia hauria de pagar a Suècia 20.000 rubles com indemnització de guerra.[3]
- Nóvgorod i altres territoris suecs guanyats durant la guerra serien retornats a Rússia.
- Suècia es quedà amb tots els pertrets de guerra capturats abans del 20 de novembre de 1616.
- La ciutat russa de Gdov hauria de restar en mans sueques fins que la pau fos confirmada i les fronteres totalment establertes.
- Suècia reconeixia a Miquel Romanov com el legítim tsar de Rússia, posant punt final a les reclamacions sueques sobre Rússia.
- Rússia podia comerciar lliurement, satisfent els aranzels normals, obtenint garanties que Suècia no bloquejaria Rússia totalment.
- Rússia podia establir delegacions comercials a Estocolm, Reval (Tallinn) i Vyborg com a contrapartida, per les delegacions comercials sueques a Nóvgorod, Pskov, i Moscou.

Pot afirmar-se, que ambdues comunitats polítiques quedaren satisfets amb les disposicions del tractat, ja que Rússia jutjava com un mal menor l'entrega d'uns quants territoris i places fortes a canvi de la important ciutat de Nóvgorod, i del reconeixement del tsar Miquel I, mentre Suècia es conformà a allunyar dels voltants del Bàltic als russos i el restabliment de les fronteres naturals.

## Conseqüències
Gustau II Adolf va voler treure pressió polonesa sobre Rússia en un moment en què la Confederació de Polònia i Lituània lluitava contra el Kanat de Crimea i l'Imperi Otomà i va voler disputar Livònia i Estònia i tancar la reclamació de Segimon al tron suec. Els suecs van ocupar la major part de la costa de Livònia però fou recuperada pels confederats, i el setembre de 1618 es va signar una treva que va tenir una validesa de dos anys fins al novembre de 1620.